# Closer (албум групе Joy Division)
Closer је други и последњи студијски албум енгелског пост-панк бенда Joy Division, снимљен 18. јула 1980. од стране Factory Records. Продуциран је од стране Мартина Ханета, и објављен је два мјесеца прије самоубиства пјевача и текстописца Ијана Кертиса. Албум је достигао 6. мјесто на UK Albums Chart и достигао врхунац на 3. месту на Новом Зеланду у септембру 1981. године. Closer је такође назван NME Албумом године. Ремастеризован је и поново објављен 2007.
Данас је Closer iшироко признат као прво издање пост-панк ере. Након објављивања неалбумског сингла Love Will Tear Us Apart у јуну 1980. године, преостали чланови су се поново окупили као New Order.

## Издање
Омот албума дизајнирали су Мартин Аткинс и Питер Севил, са фотографијом породичне гробнице Апијани на Монументалном гробљу Стаглиено у Ђенови која краси већи део рукава. Фотографију је снимио Бернард Пиере Волфф 1978. године. У документарцу о бенду из 2007, дизајнер Севил је прокоментарисао да је, након што је сазнао за самоубиство певача Ијана Кертиса, изразио тренутну забринутост због дизајна албума јер је осликавао тему сахране, напоменувши да „имамо гробницу на насловној страни албума!"
Closer је објављен 18. јула 1980. од стране Factory Records, као винил. Албум је достигао 6. мјесто на UK Albums Chart. Такође је достигао врхунац на 3. месту на Новом Зеланду у септембру 1981. године. Closer је такође проглашен за NME Албумом године. Албум је, заједно са Unknown Pleasures и Still, ремастеризован и поновно објављен 2007. Као Unknown Pleasures и Still, ремастер је упакован са бонус диском, снимљеним на University of London Union.
Шеф издавачке куће Factory Тони Вилсон био је задовољан последњим албумом и предвидио је да ће то бити комерцијални успех. Самнер се присетио како је тада рекао: "Знаш, Бернарде, следеће године ћеш се излежавати поред базена у ЛА-у са коктелом у руци." Самнер је био мање оптимистичан и "само је мислио да је то најсмјешнија ствар коју ми је ико икада рекао."

## Списак пјесама
| №  | Назив               | Трајање |  |
| 1. | Atrocity Exhibition | 6:06    |  |
| 2. | Isolation           | 2:53    |  |
| 3. | Passover            | 4:46    |  |
| 4. | Colony              | 3:55    |  |
| 5. | A Means to an End   | 4:07    |  |

| №               | Назив             | Трајање |  |
| 1.              | Heart and Soul    | 5:51    |  |
| 2.              | Twenty Four Hours | 4:26    |  |
| 3.              | The Ethernal      | 6:07    |  |
| 4.              | Decades           | 6:10    |  |
| Укупно трајање: | Укупно трајање:   | 44:16   |  |